# بترا ماندولا
بترا ماندولا (بالمجرية: Mandula Petra)‏ مواليد 17 يناير 1978 في بودابست، هي لاعبة كرة مضرب مجرية سابقة بدأت مسيرتها كمحترفة سنة 1993 وكانت تلعب باليد اليمنى، اعتزلت اللعب في 2005. أعلى تصنيف لها في الفردي كان المركز الـ 30 في سنة 2004. سبق أن شاركت في دورة الألعاب الأولمبية الصيفية.

## روابط خارجية
- بترا ماندولا على موقع رابطة محترفات التنس (الإنجليزية)
- بترا ماندولا على موقع الاتحاد الدولي لكرة المضرب (الإنجليزية)
- بترا ماندولا على موقع كأس بيلي جين كينغ (الإنجليزية)
- بترا ماندولا على موقع بطولة ويمبلدون (الإنجليزية)
- بترا ماندولا على موقع خلاصة التنس.كوم (الإنجليزية)
- بترا ماندولا على موقع اللجنة الأولمبية الدولية (الإنجليزية)
- بترا ماندولا على موقع أوليمبيديا (الإنجليزية)